# Villefranche-de-Lonchat
Villefranche-de-Lonchat là một xã, nằm ở tỉnh Dordogne vùng Aquitaine của Pháp. Xã này có diện tích 14,98 km², dân số năm 2004 là 805 người. Xã nằm ở khu vực có độ cao trung bình 90 m trên mực nước biển.

## Thông tin nhân khẩu
| Năm    | 1962 | 1968 | 1975 | 1982 | 1990 | 1999 | 2004 |
| ------ | ---- | ---- | ---- | ---- | ---- | ---- | ---- |
| Dân số | 814  | 814  | 740  | 801  | 735  | 786  | 805  |